# If That's OK with You
„If That's OK with You” este un cântec al interpretului britanic de muzică rhythm and blues Shayne Ward. Acesta a fost compus de Savan Kotecha, Arnthor Birgisson și Max Martin, făcând parte de pe cel de-al doilea material discografic de studio, Breathless. Piesa a fost lansată ca primul disc single al albumului alături de „No U Hang Up”, în Regatul Unit.
Discul „No U Hang Up”/„If That's OK with You” a debutat pe locul 2 în UK Singles Chart, staționând în clasament timp de unsprezece săptămâni. În Irlanda, cele două piese au activat separat, „If That's OK with You” poziționându-se pe prima poziție, în timp ce „No U Hang Up” a câștigat doar locul 11.

## Informații generale
„If That's OK with You” a fost anunțat ca primul disc single al albumului Breathless pe data de 22 iunie 2007 de către RCA Label Group. Conform casei de discuri, „If That's OK with You”, ar fi fost lansat în format digital pe data de 19 august 2007 și pe compact disc pe data de 20 august 2007, însă a fost amânat și eliberat la data de 24 septembrie 2007 alături de cântecul „No U Hang Up”.
Discul „No U Hang Up”/„If That's OK with You” a debutat pe treapta secundă în UK Singles Chart, fiind devansat de piesa „About You Now”, ce aparține grupului muzical Sugababes. În Irlanda, „If That's OK with You” a intrat în clasamentul național pe locul 1, fiind înlocuit patru săptămâni mai târziu de către piesa „Bleeding Love”, interpretată de Leona Lewis.
„If That's OK with You” a activat și în clasamentul național din Cehia, unde a obținut poziția cu numărul 4, devenind prima clasare de top 10 a artistului în această țară. Discul a obținut locul 21 în Europa și a câștigat treapta cu numărul 45 în Suedia.

## Lista cântecelor
Disc single distribuit în Regatul Unit
1. „No U Hang Up”
2. „If That's OK with You”

## Clasamente
| Clasament             | Poziția maximă | Referință |
| --------------------- | -------------- | --------- |
| Czech Airplay Chart   | 4              | [ 9 ]     |
| Euro 200              | 21             | [ 10 ]    |
| Ireland Singles Chart | 1              | [ 4 ]     |
| Sweden Singles Chart  | 45             | [ 4 ]     |
| UK Singles Chart      | 2              | [ 3 ]     |
| UK Download Chart     | 2              | [ 11 ]    |